# Województwo wałbrzyskie
Województwo wałbrzyskie – istniejące w latach 1975–1998 województwo, jednostka administracyjna najwyższego szczebla, położone w południowo-zachodniej Polsce o powierzchni 4169 km², składające się z 15 gmin miejskich i 30 gmin wiejskich i miejsko-wiejskich. Graniczyło na zachodzie z województwem jeleniogórskim, na północy z legnickim i wrocławskim, na wschodzie z opolskim, a na południu z Czechosłowacją (później Czechami). Siedziba władz wojewódzkich znajdowała się w Wałbrzychu. Z dniem 1 stycznia 1999 r. terytorium województwa weszło w skład nowo powstałego województwa dolnośląskiego.

## Geografia

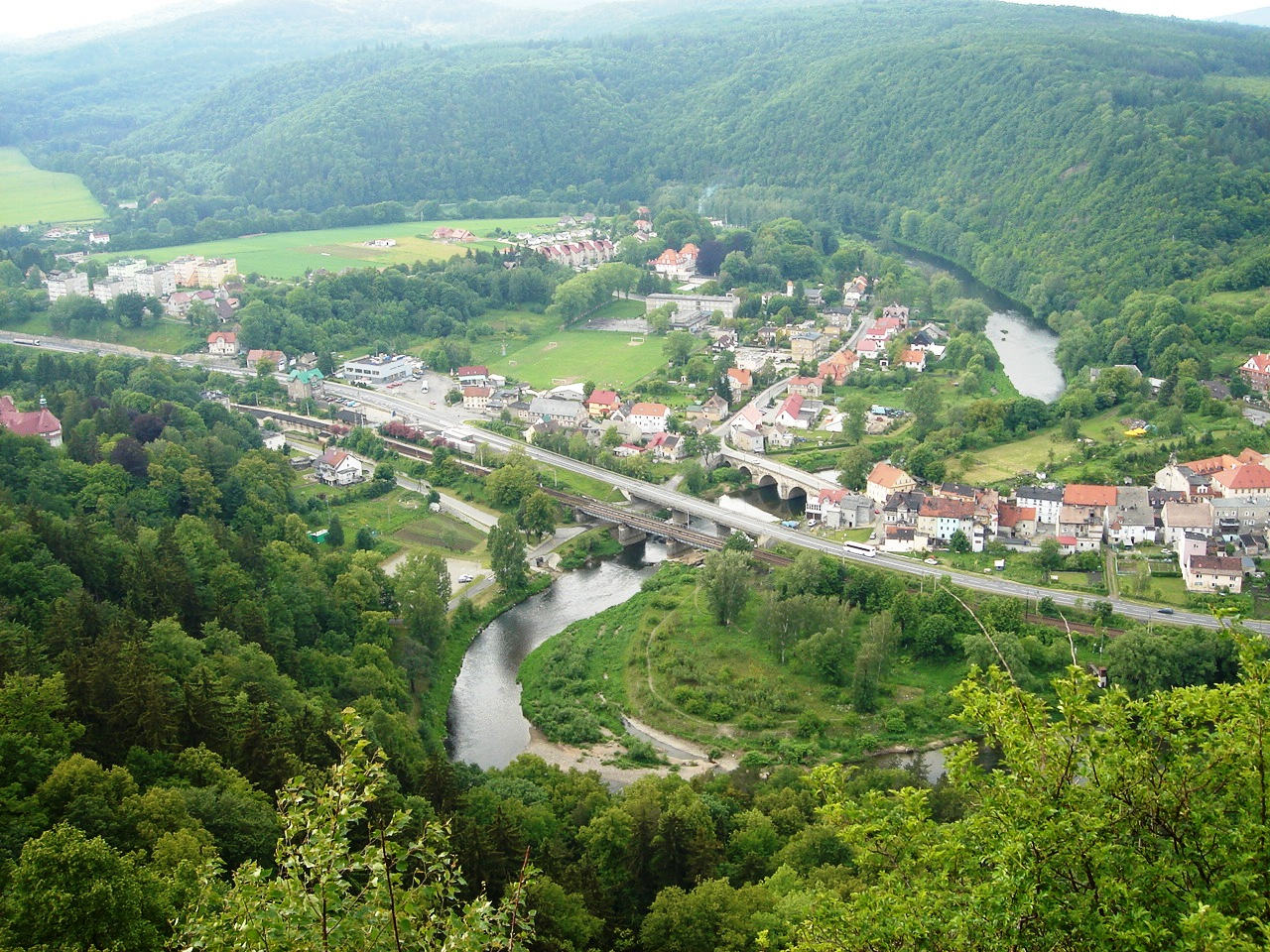
Przełom Nysy Kłodzkiej w Bardzie

### Położenie geograficzne
Województwo wałbrzyskie położone było w południowo-zachodniej Polsce. Graniczyło na zachodzie z województwem jeleniogórskim, na północy z wrocławskim, na wschodzie z opolskim, a na południu z Czechosłowacją.

### Warunki naturalne
Znaczną część województwa zajmowały Sudety Środkowe i Wschodnie oraz Przedgórze Sudeckie (Wzgórza Strzegomskie, Bukowe i część Strzelińskich). Krajobraz województwa wałbrzyskiego tworzyły m.in. Góry: Kamienne, Wałbrzyskie, Bardzkie, Sowie, Stołowe, Orlickie, Bystrzyckie, Złote, Bialskie i Masyw Śnieżnika z najwyższym szczytem województwa – Śnieżnikiem (1425 m n.p.m.).
Rzeźba terenu była bardzo urozmaicona. Na Przedgórzu Sudeckim występowały bardzo urodzajne gleby, utworzone z lessów, z kolei na terenach górskich w słabsze. Do głównych rzek tego regionu należały: Nysa Kłodzka, Oława, Bystrzyca i Strzegomka, stanowiące dopływy Odry.

## Ludność

### Demografia

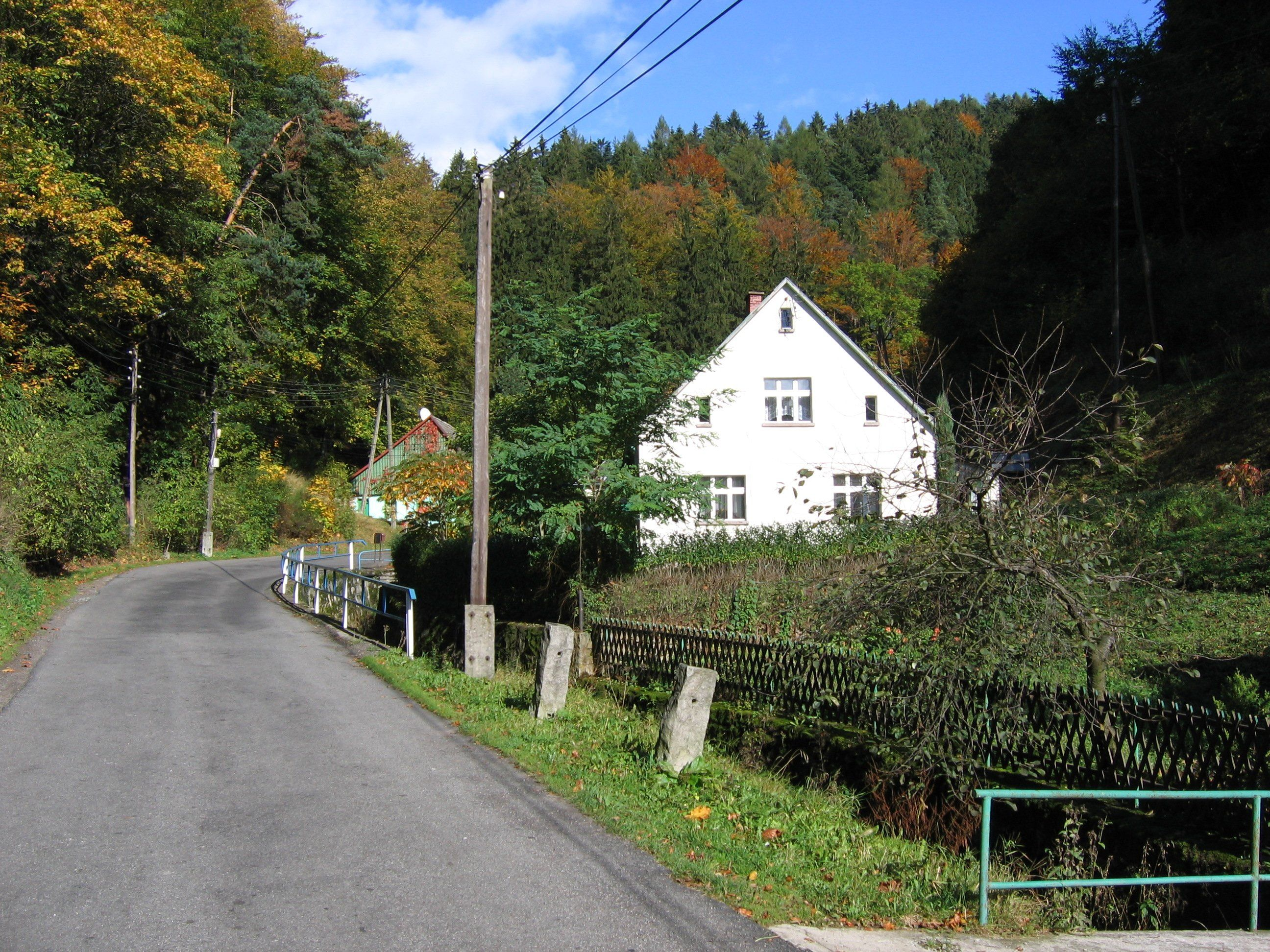
Czermna – jedna z osad zamieszkiwanych przez mniejszość czeską

Na przestrzeni kilkudziesięciu lat ludność województwa wałbrzyskiego kształtowała się następująco:
| Rok     | 1975    | 1980    | 1985    | 1990    | 1995    | 1998    |
| Ludność | 713 900 | 716 100 | 735 800 | 740 900 | 739 500 | 733 000 |

W latach 1975–1990 ludność regionu wałbrzyskiego wzrosła o ok. 30 tys. mieszkańców (3%), co spowodowane było wyżem demograficznym oraz korzystnymi warunkami pod względem zatrudnienia, co głównie dotyczyło miast Dolnośląskiego Zagłębia Węglowego, głównie Wałbrzycha i Nowej Rudy, osiągając w 1990 r. liczbę ok. 741 tys. mieszkańców. W ciągu kolejnych lat liczba ludności zaczęła spadać w wyniku kryzysu gospodarczego spowodowanego likwidacją wielu zakładów przemysłowych na terenie województwa i gigantycznym bezrobociem. Złożył się na to również niż demograficzny, a także migracje ludności do innych regionów Polski.
Przytłaczającą większość ludności województwa stanowili Polacy, posługujący się dialektem mieszanym, pochodzący w zdecydowanej większości z terenów dawnych Kresów Wschodnich, osiedleni w tym regionie po II wojnie światowej. Z mniejszości narodowych zamieszkujących województwo do najliczniejszych należą: Niemcy (ok. 200 osób) oraz Czesi, którzy zamieszkują tzw. czeski kątek w okolicach Kudowy-Zdroju w liczbie ok. 47, stanowiący ludność autochtoniczną. Ponadto sporą grupę etniczną stanowią Romowie, zamieszkujący głównie w dużych miastach regionu: Bystrzycy Kłodzkiej, Kłodzku, Wałbrzychu, Świdnicy, Świebodzicach i Strzegomiu.

## Urzędy Rejonowe
- Urząd Rejonowy w Bystrzycy Kłodzkiej dla gmin: Bystrzyca Kłodzka, Międzylesie i Stronie Śląskie
- Urząd Rejonowy w Dzierżoniowie dla gmin: Dzierżoniów i Niemcza oraz miast: Bielawa, Dzierżoniów, Pieszyce i Piława Górna
- Urząd Rejonowy w Kłodzku dla gmin: Kłodzko, Lądek-Zdrój, Lewin Kłodzki, Nowa Ruda, Radków i Szczytna oraz miast: Duszniki-Zdrój, Kłodzko, Kudowa-Zdrój, Nowa Ruda i Polanica-Zdrój
- Urząd Rejonowy w Świdnicy dla gmin: Dobromierz, Jaworzyna Śląska, Marcinowice, Strzegom, Świdnica i Żarów oraz miast Świdnica i Świebodzice
- Urząd Rejonowy w Wałbrzychu dla gmin: Czarny Bór, Głuszyca, Mieroszów, Stare Bogaczowice i Walim oraz miast: Boguszów-Gorce, Jedlina-Zdrój, Szczawno-Zdrój i Wałbrzych
- Urząd Rejonowy w Ząbkowicach Śląskich dla gmin: Bardo, Ciepłowody, Kamieniec Ząbkowicki, Przeworno, Stoszowice, Ząbkowice Śląskie, Ziębice i Złoty Stok

## Największe miasta

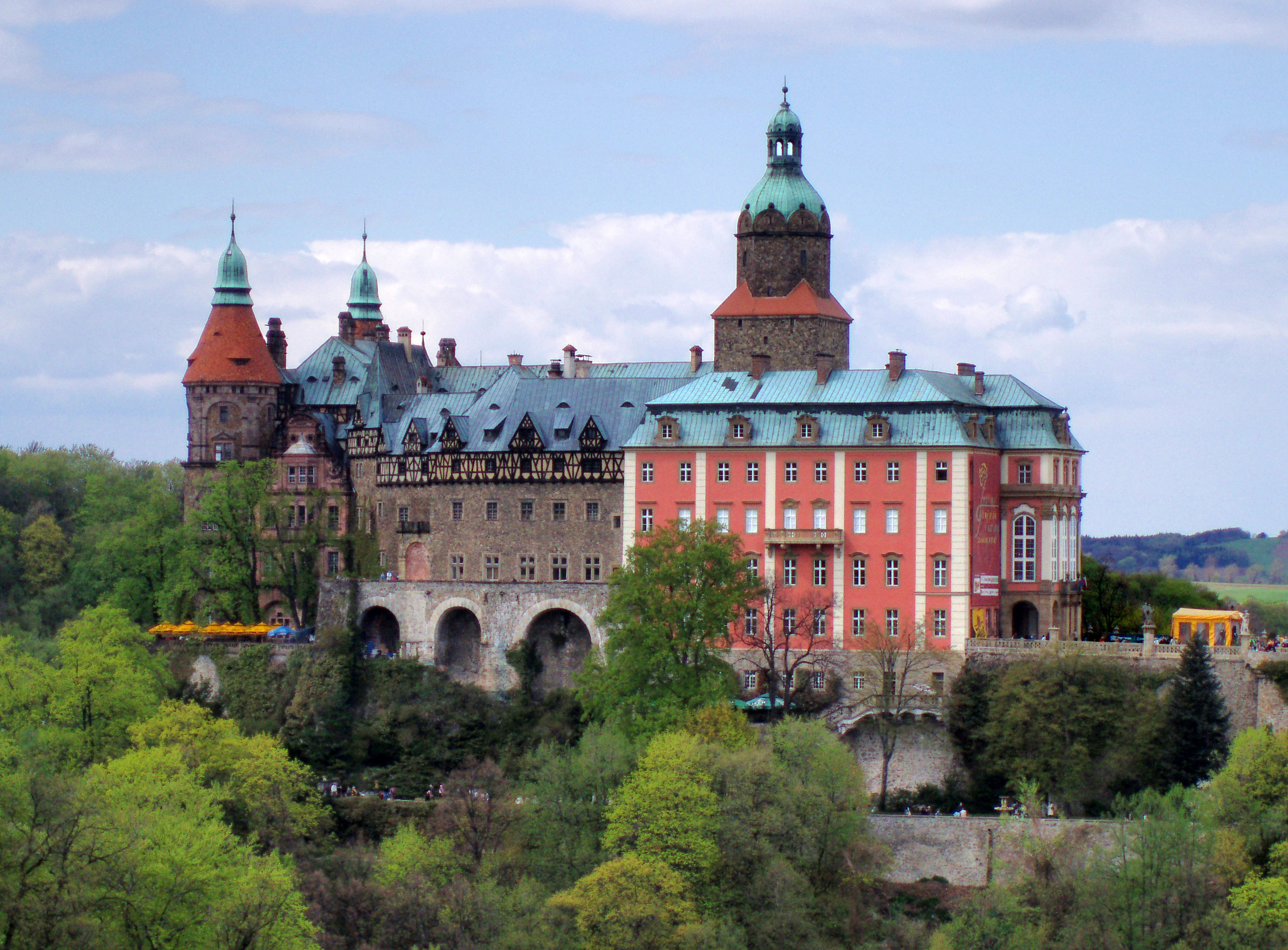
Zamek Książ w Wałbrzychu

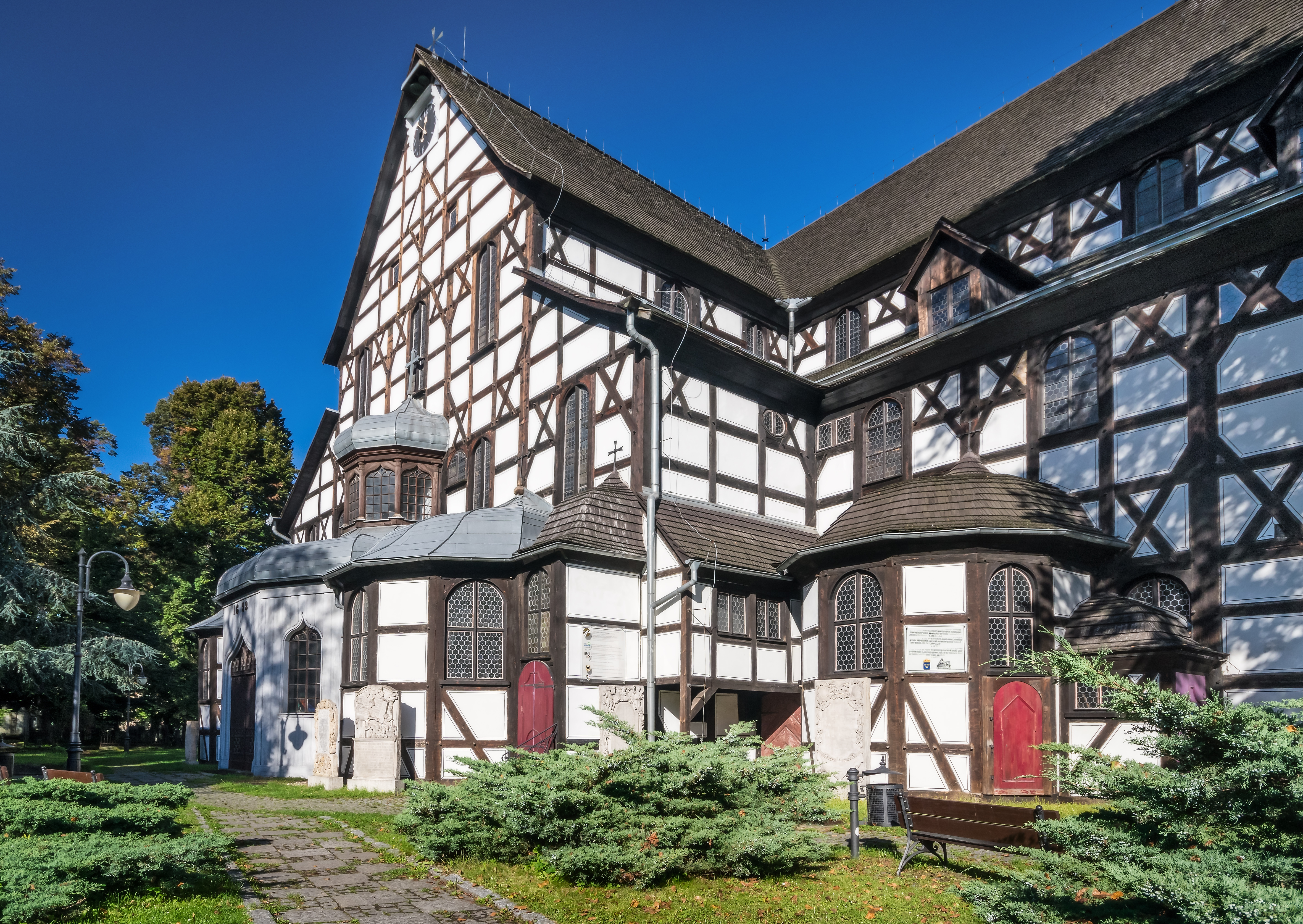
Kościół Pokoju w Świdnicy

Do największych miast województwa wałbrzyskiego należały według stanu ludności z 31 grudnia 1998 r.:
- Wałbrzych – 136 923
- Świdnica – 65 109
- Dzierżoniów – 37 753
- Bielawa – 33 793
- Kłodzko – 30 278
- Nowa Ruda – 26 807
- Świebodzice – 24 745
- Boguszów-Gorce – 18 392
- Strzegom – 17 621
- Ząbkowice Śląskie – 17 349
- Bystrzyca Kłodzka – 11 842
- Kudowa-Zdrój – 10 873
- Pieszyce – 10 002

## Religia

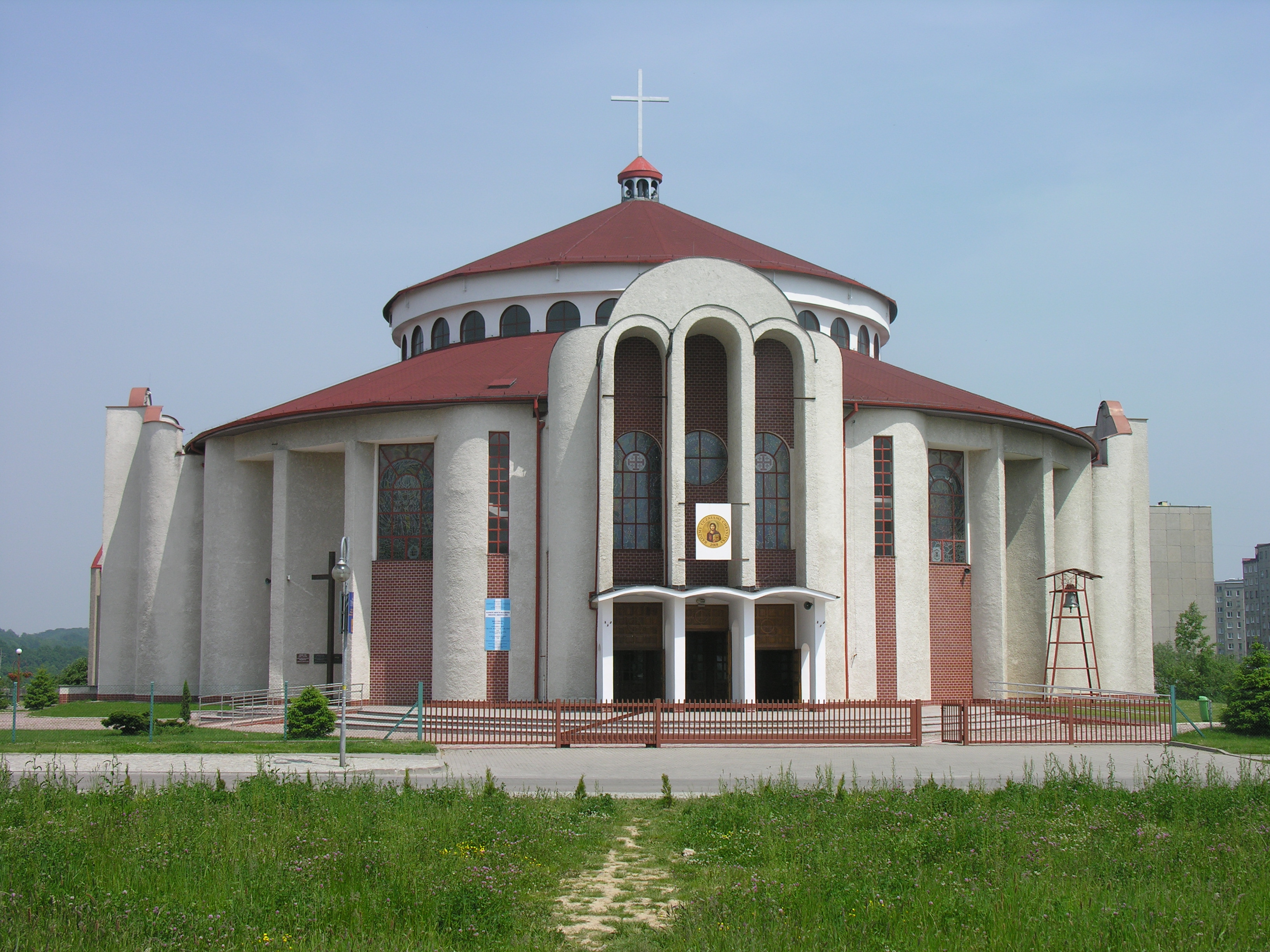
Sanktuarium – Bazylika Podwyższenia Krzyża Świętego w Wałbrzychu

Dominującą religią wyznawaną przez większość mieszkańców województwa wałbrzyskiego było chrześcijaństwo, głównie Kościół katolicki (ok. 91%) oraz kościoły protestanckie, głównie Kościół ewangelicko-augsburski.
Wszystkie parafie katolickie wchodziły w skład archidiecezji wrocławskiej, a od 1992 r. zachodnia część województwa (dawny powiat wałbrzyski) została włączona do nowo powstałej diecezji legnickiej na mocy bulli papieża Jana Pawła II Totus Tuus Poloniae.
Znajdowały się tutaj dwa wielkie sanktuaria maryjne w: Bardzie i Wambierzycach.
Z kolei Kościół ewangelicko-augsburski posiadał na terenie województwa trzy parafie w Wałbrzychu, Świdnicy i Kłodzku wchodzące w skład diecezji wrocławskiej. Świadkowie Jehowy na terenie województwa posiadali 25 zborów.

## Polityka

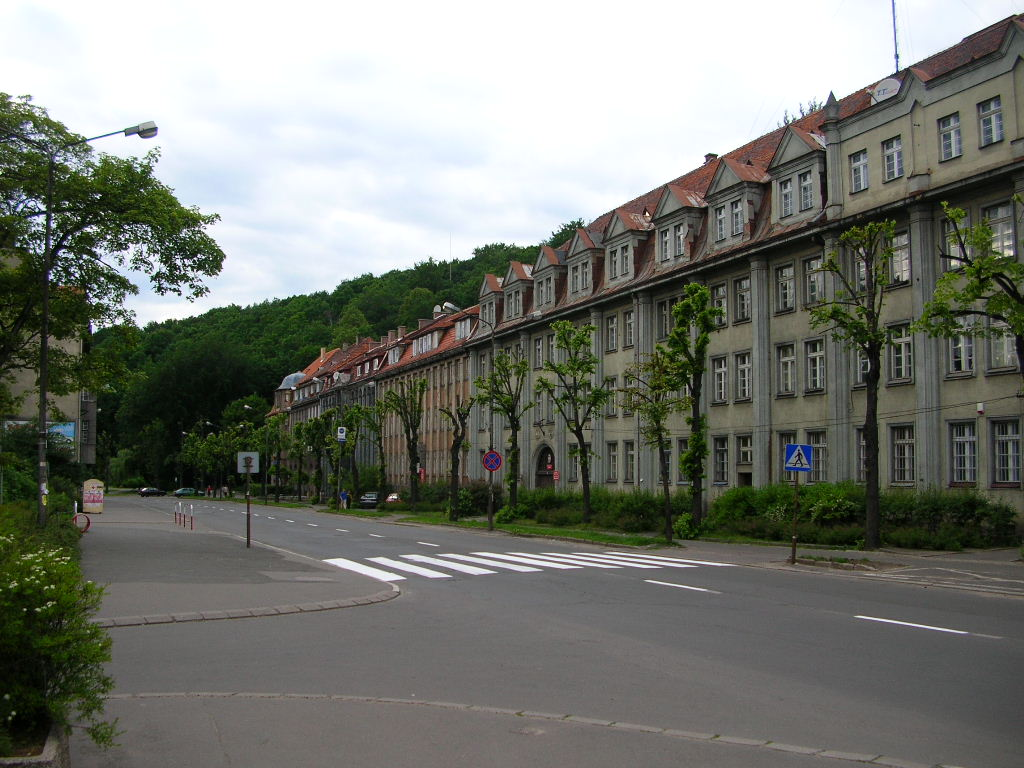
Urząd Wojewódzki w Wałbrzychu

W latach Polskiej Rzeczypospolitej Ludowej pełnia władzy należała do Polskiej Zjednoczonej Partii Robotniczej (PZPR) oraz powiązanych z nią stronnictw sojuszniczych Zjednoczonym Stronnictwem Ludowym (ZSL) i Stronnictwem Demokratycznym (SD). Wszystkie stanowiska w administracji państwowej obsadzane były według obowiązującego klucza partyjnego.
Terenowym organem władzy państwowej obejmującym województwo była Wojewódzka Rada Narodowa, licząca 100 członków wybieranych w wyborach powszechnych, bezpośrednich i tajnych co 4 lata przez wszystkich pełnoletnich mieszkańców województwa. Wybierała ona spośród siebie prezydium składające się z przewodniczącego oraz wiceprzewodniczących.
Przedstawicielem administracji państwowej w województwie był wojewoda. Siedziba władz wojewódzkich mieściła się w Wałbrzychu przy alei Wyzwolenia.
Po transformacji ustrojowej w Polsce w 1990 r. doszło do reaktywowania samorządów w Polsce. Zniesiono Wojewódzką Radę Narodową powołując w jej miejsce sejmik samorządowy, w skład którego wchodzili delegowani przedstawiciele rad gmin z całego terenu województwa. Na jego czele stało prezydium złożone z przewodniczącego, dwóch zastępców oraz sześciu członków. Do jego zadań należało: ocena działalność administracji rządowej w województwie, prowadzenie mediacji w sprawach spornych między gminami, opiniowanie kandydata na wojewodę, wyrażanie opinię w istotnych sprawach województwa, upowszechnianie doświadczeń samorządowych.
Pozostawiono urząd wojewody, który stanowił organ rządowej administracji ogólnej i był jednocześnie przedstawicielem rządu na poziomie województwa, sprawującym nadzór na działalnością samorządu gminnego.
| Lp. | Imię i nazwisko      | Okres urzędowania | Przynależność polityczna             |
| --- | -------------------- | ----------------- | ------------------------------------ |
| 1.  | Antoni Trembulak     | 1975–1981         | Polska Zjednoczona Partia Robotnicza |
| 2.  | Władysław Piotrowski | 1981–1990         | Polska Zjednoczona Partia Robotnicza |
| 3.  | Jerzy Świteńki       | 1990–1993         | bezpartyjny                          |
| 4.  | Henryk Gołębiewski   | 1993–1997         | Sojusz Lewicy Demokratycznej         |
| 5.  | Bolesław Marciniszyn | 1997–1998         | Akcja Wyborcza Solidarność           |

## Historia
Siedzibą władz administracyjnych województwa było miasto Wałbrzych. Województwo z dniem 01.01.1999 weszło w skład nowo utworzonego województwa dolnośląskiego z siedzibą we Wrocławiu. Z byłego województwa wałbrzyskiego utworzono powiaty:
- dzierżoniowski
- świdnicki
- wałbrzyski (powiat ziemski)
- Wałbrzych (powiat grodzki – nieistniejący w latach 2003–2012)
- kłodzki
- ząbkowicki.

W planach było także odtworzenie powiatów: bystrzyckiego z siedzibą w Bystrzycy Kłodzkiej oraz noworudzkiego z siedzibą w Nowej Rudzie, powiaty te jednak nigdy nie powstały mimo usilnych starań lokalnych samorządów oraz miejscowej ludności.

## Podział administracyjny
Województwo wałbrzyskie dzieliło się na 15 gmin miejskich i 30 gmin miejsko-wiejskich i wiejskich.

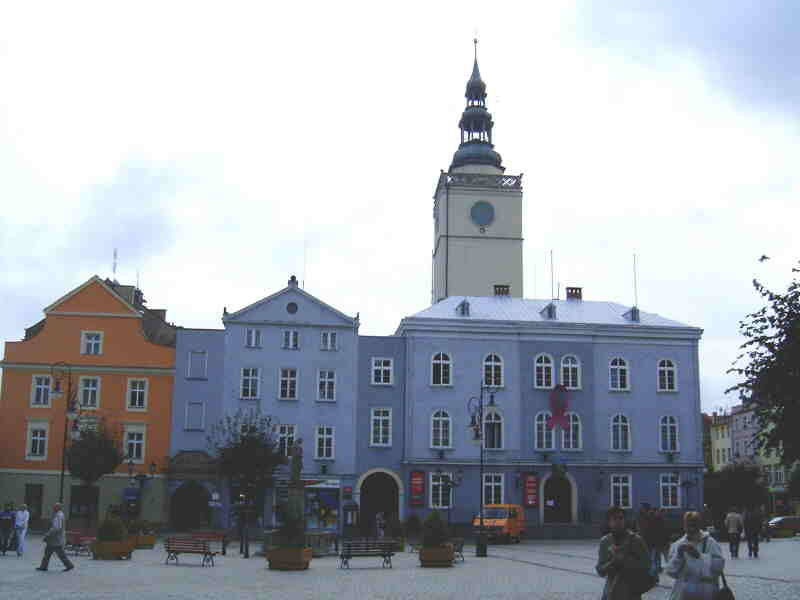
Rynek z ratuszem w Dzierżoniowie

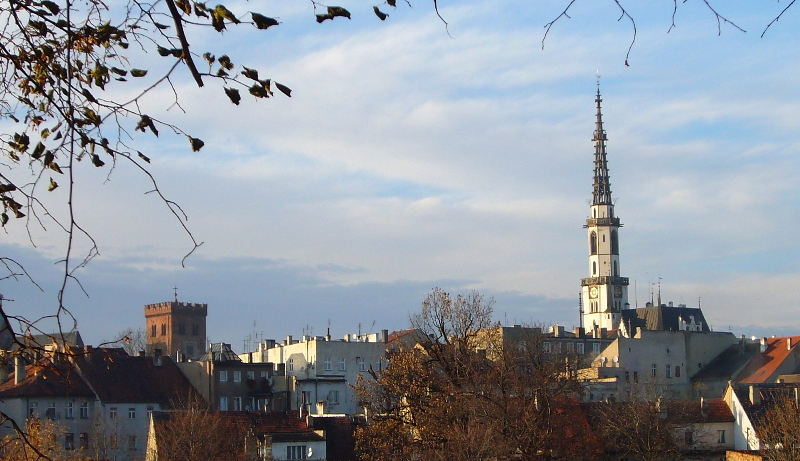
Panorama Ząbkowic Śląskich

| Lp. | Herb | Miasto         | Powierzchnia km² | Ludność |
| --- | ---- | -------------- | ---------------- | ------- |
| 1.  |      | Bielawa        | 36,21            | 30 928  |
| 2.  |      | Boguszów-Gorce | 27,02            | 16 298  |
| 3.  |      | Duszniki-Zdrój | 22,28            | 4956    |
| 4.  |      | Dzierżoniów    | 20,07            | 34 186  |
| 5.  |      | Jedlina-Zdrój  | 17,45            | 5085    |
| 6.  |      | Kłodzko        | 24,84            | 28 034  |
| 7.  |      | Kudowa-Zdrój   | 33,90            | 10 137  |
| 8.  |      | Nowa Ruda      | 37,05            | 23 812  |
| 9.  |      | Pieszyce       | 63,61            | 9340    |
| 10. |      | Piława Górna   | 20,93            | 6736    |
| 11. |      | Polanica-Zdrój | 17,22            | 6891    |
| 12. |      | Szczawno-Zdrój | 14,74            | 5586    |
| 13. |      | Świdnica       | 21,76            | 59 754  |
| 14. |      | Świebodzice    | 30,43            | 22 816  |
| 15. |      | Wałbrzych      | 84,70            | 121 919 |

| Lp. | Herb | Gmina                      | Powierzchnia km² | Ludność | Liczba sołectw |
| --- | ---- | -------------------------- | ---------------- | ------- | -------------- |
| 1.  |      | Gmina Bardo                | 73,41            | 5675    | 10             |
| 2.  |      | Gmina Bystrzyca Kłodzka    | 337,82           | 19 890  | 33             |
| 3.  |      | Gmina Ciepłowody           | 77,53            | 3211    | 17             |
| 4.  |      | Gmina Czarny Bór           | 66,31            | 4804    | 6              |
| 5.  |      | Gmina Dobromierz           | 86,46            | 5487    | 12             |
| 6.  |      | Gmina Dzierżoniów          | 142,05           | 9372    | 15             |
| 7.  |      | Gmina Głuszyca             | 61,92            | 9379    | 5              |
| 8.  |      | Gmina Jaworzyna Śląska     | 67,34            | 10 337  | 12             |
| 9.  |      | Gmina Kamieniec Ząbkowicki | 96,24            | 8828    | 14             |
| 10. |      | Gmina Kłodzko              | 252,25           | 16 928  | 35             |
| 11. |      | Gmina Lądek-Zdrój          | 117,4            | 8741    | 9              |
| 12. |      | Gmina Lewin Kłodzki        | 52,19            | 1853    | 17             |
| 13. |      | Gmina Marcinowice          | 95,91            | 6560    | 19             |
| 14. |      | Gmina Mieroszów            | 73,17            | 7582    | 7              |
| 15. |      | Gmina Międzylesie          | 189,03           | 7643    | 22             |
| 16. |      | Gmina Niemcza              | 72,07            | 6103    | 11             |
| 17. |      | Gmina Nowa Ruda            | 139,66           | 12 323  | 17             |
| 18. |      | Gmina Przeworno            | 111,96           | 5313    | 19             |
| 19. |      | Gmina Radków               | 139              | 10 287  | 11             |
| 20. |      | Gmina Stare Bogaczowice    | 86,89            | 4112    | 8              |
| 21. |      | Gmina Stoszowice           | 109,82           | 5613    | 11             |
| 22. |      | Gmina Stronie Śląskie      | 146,42           | 7821    | 14             |
| 23. |      | Gmina Strzegom             | 144,71           | 27 220  | 22             |
| 24. |      | Gmina Szczytna             | 133,16           | 7401    | 8              |
| 25. |      | Gmina Świdnica             | 208,28           | 15 227  | 33             |
| 26. |      | Gmina Walim                | 78,75            | 5698    | 9              |
| 27. |      | Gmina Ząbkowice Śląskie    | 146,88           | 23 289  | 17             |
| 28. |      | Gmina Ziębice              | 222,24           | 18 444  | 29             |
| 29. |      | Gmina Złoty Stok           | 75,63            | 4807    | 5              |
| 30. |      | Gmina Żarów                | 87,98            | 12 340  | 17             |

## Gospodarka

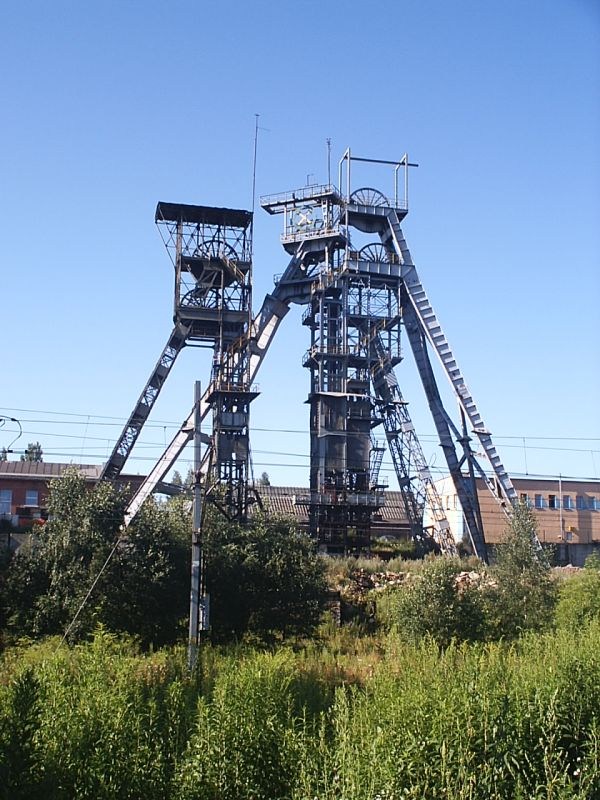
Szyby kopalniane w Wałbrzychu

Województwo wałbrzyskie posiadało charakter przemysłowy. Główne ośrodki przemysłowe znajdowały się w południowo-zachodniej części tego regionu, w Dolnośląskim Zagłębiu Węglowym, w którym znajdowały się kopalnie węgla kamiennego. Zostały one w większości zlikwidowane w połowie lat 90. XX w. poza kopalniami w Nowej Rudzie. Rozwijał się tutaj także przemysł elektromaszynowy, włókienniczy, spożywczy, porcelanowy, odzieżowy, elektroniczny, papierniczy i drzewny.
Użytki rolne zajmowały 59,5% powierzchni województwa, z czego na grunty orne przypadało 69,3%, na łąki i pastwiska 29,8%. Uprawiano głównie pszenicę, rośliny pastewne, ziemniaki, jęczmień, buraki cukrowe, rzepak, warzywa i owoce. Hodowano bydło, owce i drób.
W wyniku przekształceń gospodarczych w województwie wałbrzyskim upadło wiele zakładów, co doprowadziło do gwałtownego wzrostu bezrobocia, które przekroczyło 20% w 1993 r. Spowodowało to uznanie województwa wałbrzyskiego przez rząd za tereny zagrożone wysokim bezrobociem strukturalnym. Sytuację gospodarczą regionu pogorszyły również upadki PGR-ów. Sytuację na lokalnym rynku pracy poprawiło dopiero utworzenie w 1997 r. Wałbrzyskiej Specjalnej Strefy Ekonomicznej.
W połowie lat 90. XX w. zaczął rozwijać się również lokalny handel nastawiony głównie na klientów przybywających za zagranicy, głównie Czech i Niemiec. W tym czasie powstały olbrzymie bazary w Kłodzku i Kudowie-Zdroju.

## Transport

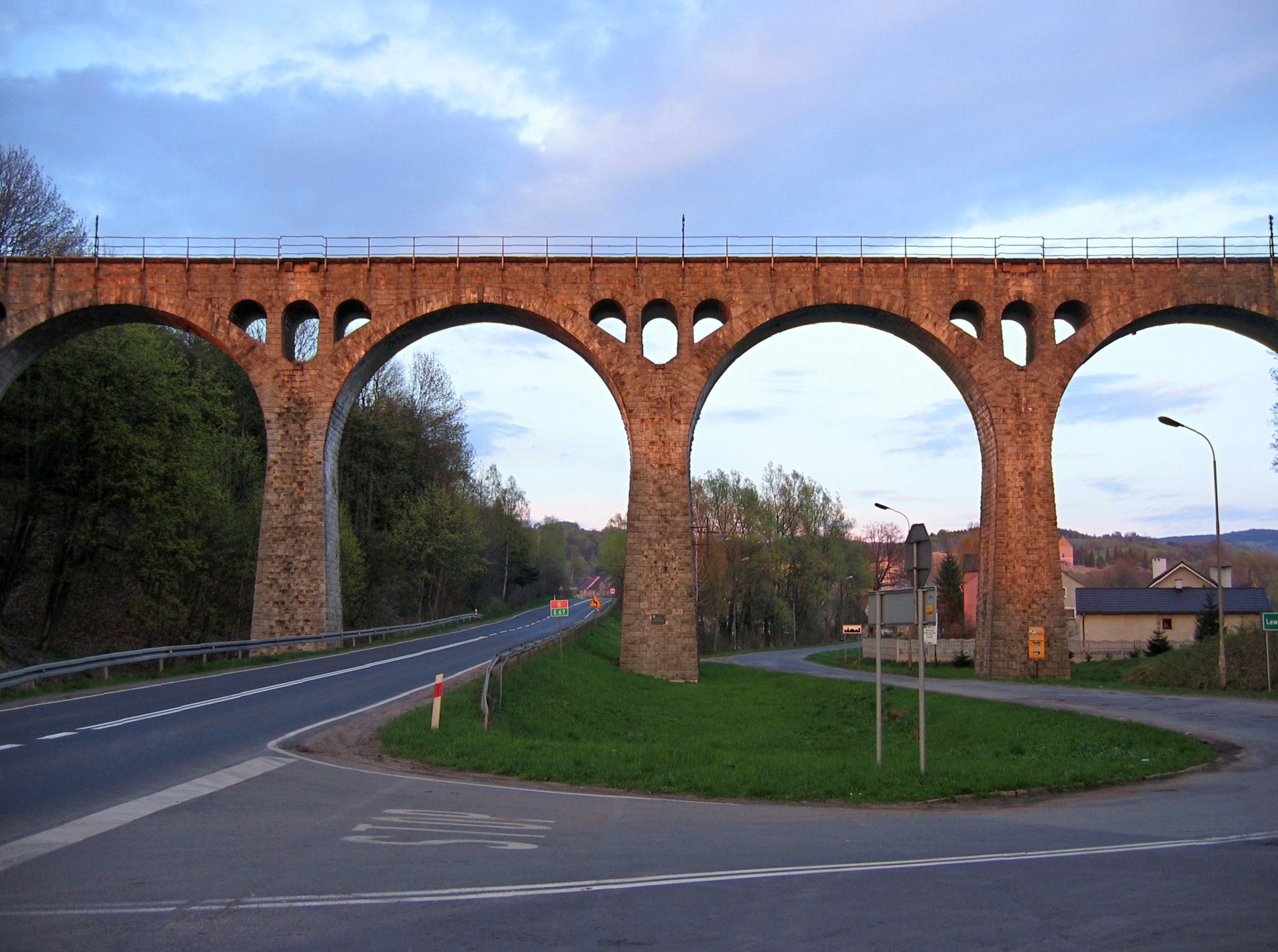
Wiadukt kolejowy w Lewinie Kłodzkim przechodzącym nad drogą krajową nr 8

Przez teren województwa przebiega wiele ważnych węzłów kolejowych i drogowych:

### Drogowy
Znajdowało się tutaj szereg dróg podlegających m.in. lokalnym samorządom. Do najważniejszych należały jednak drogi krajowe:
- – łączy Jaroszów z Dobromierzem
- E67  – przebiega od Kudowy-Zdroju do Wilkowa Wielkiego
- – przebiega z Kłodzka do Boboszowa
- – łączy Świebodzice z Dobromierzem
- – łączy Kłodzko ze Złotym Stokiem
- – przebiega z Tworzyjanowa do Golińska

Przewozy autobusowe na terenie województwa wałbrzyskiego obsługiwał Przedsiębiorstwo Komunikacji Samochodowej.

### Kolejowy
- Linie kolejowe czynne:

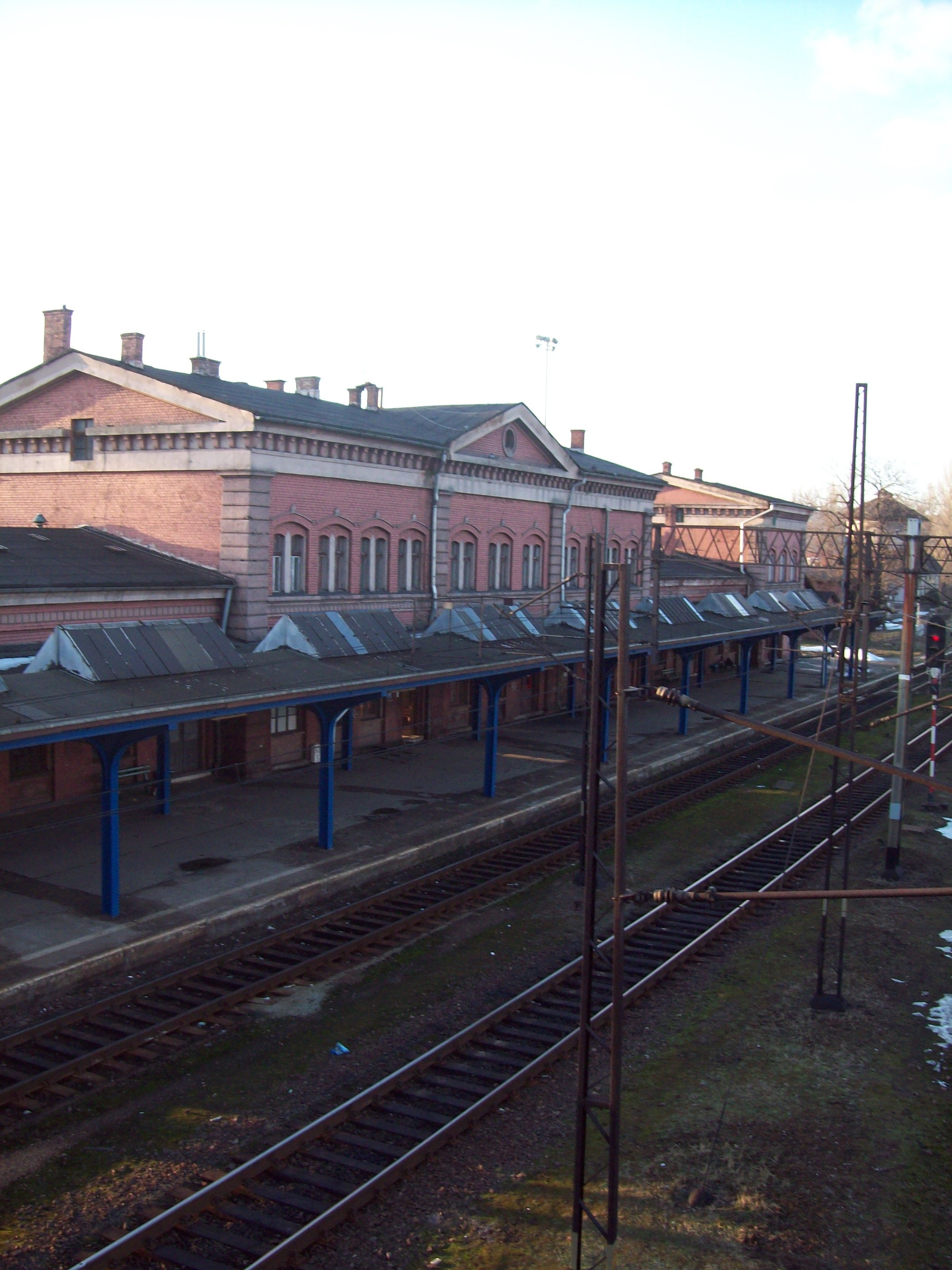
Dworzec Kłodzko Główne

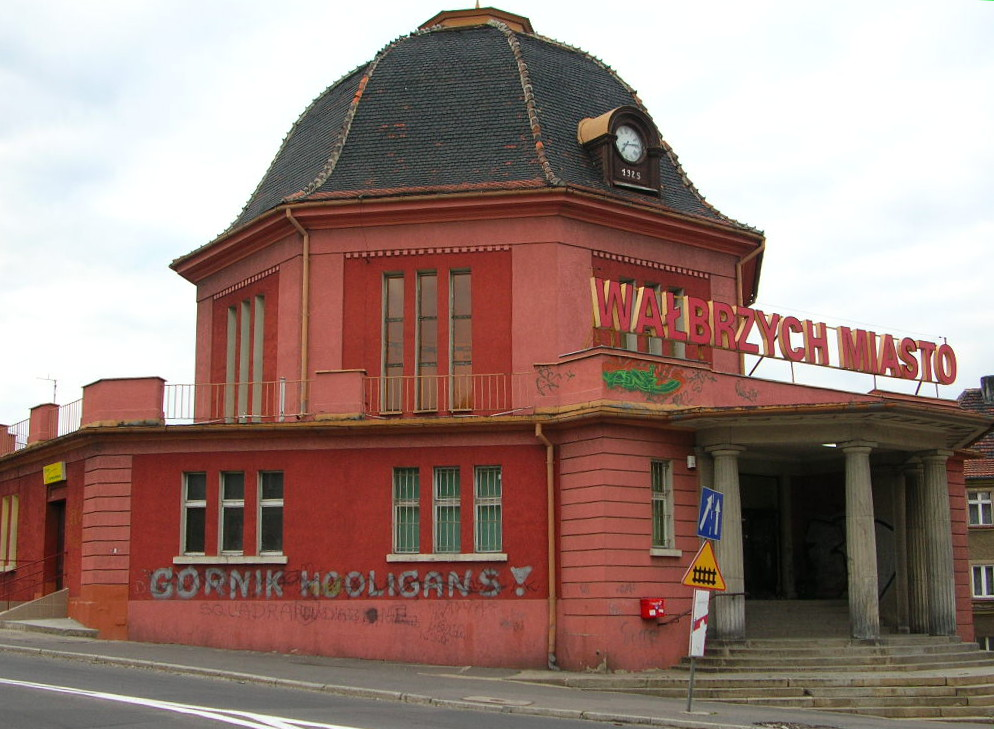
Dworzec Kolejowy Wałbrzych Miasto w dzielnicy Stary Zdrój

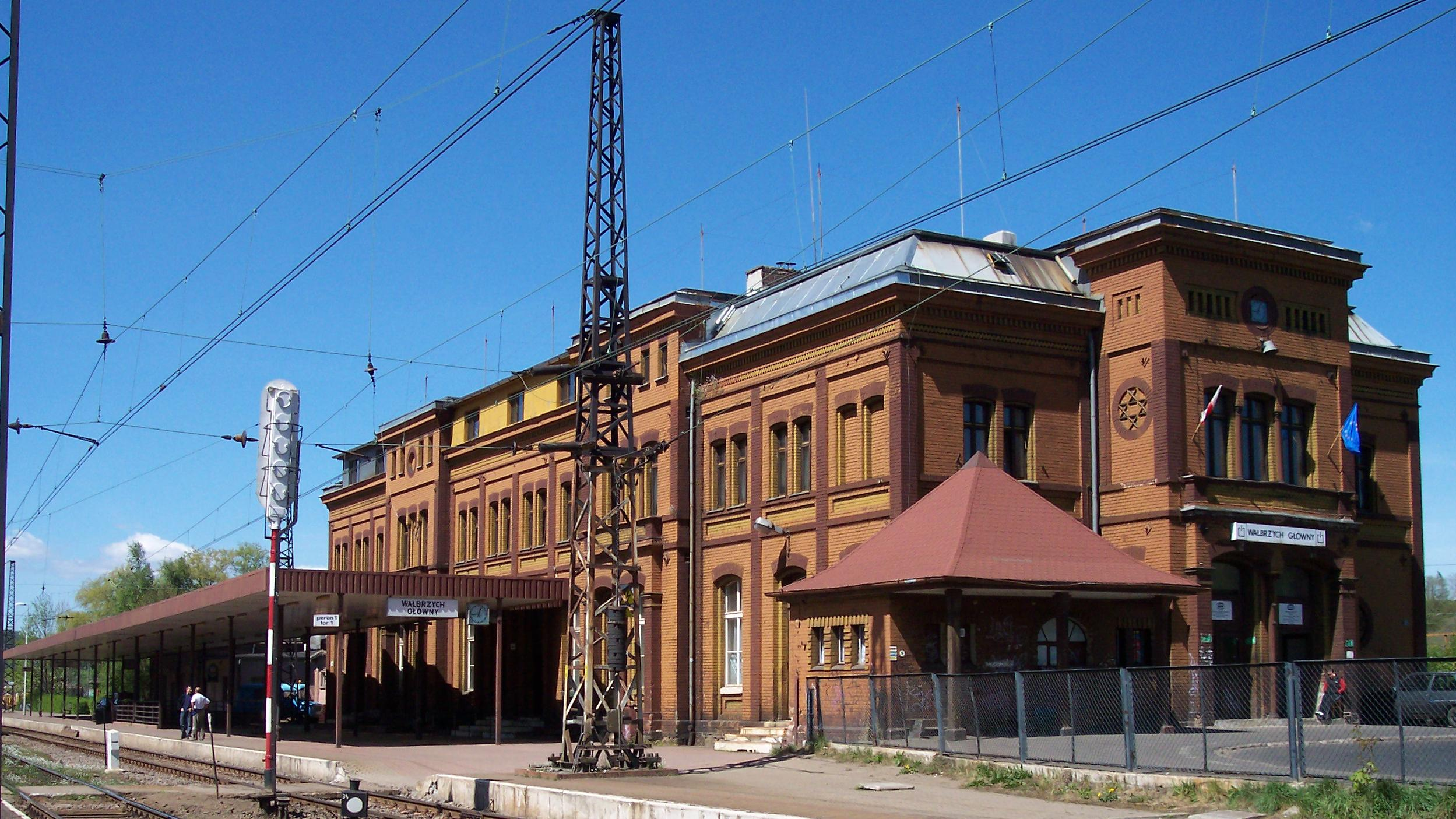
Dworzec Kolejowy Wałbrzych Główny

  - 274 – łączy Wrocław Główny przez Wałbrzych Główny ze Zgorzelcem
  - 276 – łączy Wrocław Główny przez Henryków z Międzylesiem
  - 285 – łączy Wrocław Główny przez Strzelce z Jedliną-Zdrojem
  - 286 – łączy Kłodzko Główne z Wałbrzychem Głównym
  - 309 – łączy Kłodzko Nowe z Kudową-Zdrojem

- Linie kolejowe nieczynne:
  - 291 – łączy Wałbrzych Szczawienko z Mieroszowem
  - 310 – łączy Kobierzyce z Piławą Górną
  - 313 – łączy Otmuchów z Przewornem
  - 318 – łączy Bielawę Zachodnią z Radkowem
  - 320 – łączy Kondratowice z Ząbkowicami Śląskimi
  - 322 – łączy Krosnowice Kłodzkie ze Stroniem Śląskim
  - 327 – łączy Nową Rudę Słupiec z Radkowem
  - 334 – łączy Kamieniec Ząbkowicki ze Złotym Stokiem
  - 335 – łączy Henryków z Ciepłowodami
  - 341 – łączy Bielawę Zachodnią z Dzierżoniowem Śląskim

## Oświata i kultura
Głównym ośrodkiem kulturalnym województwa był Wałbrzych, do którego po 1975 r. przeniesiono wiele imprez kulturalnych z innych miast region, m.in. Wiosny Poetyckie z Kłodzka. Miasto było znaczącym ośrodkiem kultury, sztuki i oświaty. W mieście istnieje wiele instytucji kulturalnych o randze ogólnopolskiej. Istnieją dwa teatry, ośrodki i domy kultury, kina, muzea i wiele, wiele innych. Do najważniejszych z nich należy zaliczyć: Filharmonię Sudecką i Teatr dramatyczny im. J. Szaniawskiego.
W województwie działały również uczelnie wyższe oraz filie niektórych wrocławskich szkół wyższych:
- Filie Politechniki Wrocławskiej w Wałbrzychu,
- Akademia Ekonomiczna we Wrocławiu, Wydział Gospodarki Regionalnej i Turystyki w Jeleniej Górze, filia w Wałbrzychu,
- Wyższa Szkoła Zarządzania i Przedsiębiorczości z siedzibą w Wałbrzychu.

## Sport i turystyka

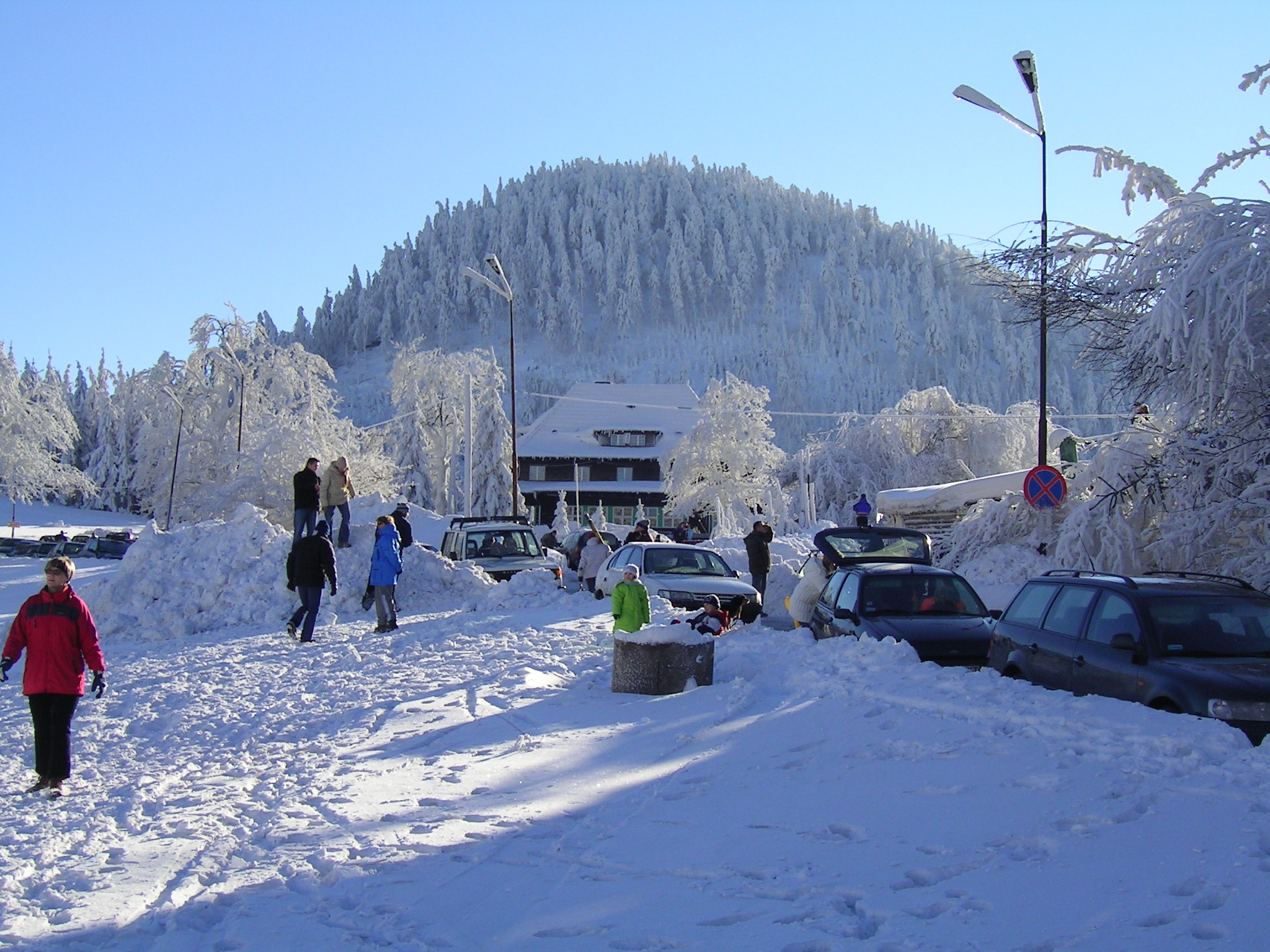
Waligóra – najwyższy szczyt Sudetów Środkowych

Tereny leśne zajmowały 29,4% powierzchni województwa wałbrzyskiego.
Na terenie województwa wałbrzyskiego występował jeden park narodowy oraz trzy parki krajobrazowe:
- Park Narodowy Gór Stołowych – utworzony w 1993 r., zajmuje powierzchnię 60,3 km²
- Park Krajobrazowy Sudetów Wałbrzyskich – utworzony w 1998 r. o powierzchni 64,93 km²
- Śnieżnicki Park Krajobrazowy – założony w 1981 r., zajmuje powierzchnię 288 km²
- Park Krajobrazowy Gór Sowich – powołany do życia w 1991 o powierzchni 81,41 km².

Województwo wałbrzyskie stanowiło popularny region turystyczny w Polsce, w którym znajdowały się liczne uzdrowiska ze źródłami mineralnymi, m.in.: Kudowa-Zdrój, Duszniki-Zdrój, Polanica-Zdrój, Lądek-Zdrój, Szczawno-Zdrój, Jedlina-Zdrój oraz ośrodki wczasowe w Międzylesiu, Zieleńcu i Zagórzu Śląskim.